# 五大道公园
五大道公园位于天津市和平区南京路与成都道交口，毗邻五大道历史文化街区，2025年4月3日正式落成开放。

## 历史
2024年12月10日，五大道公园内的钟楼内的19块钟表陆续安装完成。
2025年4月3日，公园正式落成开放。